# Palicourea fulgens
Palicourea fulgens är en måreväxtart som först beskrevs av Johannes Müller Argoviensis, och fick sitt nu gällande namn av Paul Carpenter Standley. Palicourea fulgens ingår i släktet Palicourea och familjen måreväxter. Inga underarter finns listade i Catalogue of Life.